# اچ‌ام‌اس دوشس (۱۶۷۹)
اچ‌ام‌اس دوشس (۱۶۷۹) (به انگلیسی: HMS Duchess (1679)) یک کشتی بود که طول آن ۱۶۲ فوت ۸ اینچ (۴۹٫۶ متر) بود.